# Кальмансон, Михаил Сергеевич
Михаил Сергеевич Кальмансон (ум. 1924) — русский художник (литограф), график, плакатист, более всего известный авторством киноафиш к ранним русским и советским фильмам, также создавал агитационные плакаты.

## Биография
Биографические сведения скудны.
Творческую деятельность начинал в 1900-х годах в Одессе; занимался прикладной графикой, печатал открытки.
Известно, что в 1910-е годы работал в Москве, до революции владел мастерской. Был женат, имел минимум двоих детей. В 1923 году представил некий проект на тему мозаики в Государственной академии художественных наук.
Дата смерти 1924 года подтверждается свидетельством Охочинского в статье 1927 года, см. ниже.

## Творчество
Подписывался инициалом «К».
Д. А. Боровский в своей статье «Плакат модерна» (1989) пишет: «…в одних случаях выступал как автор, в других — как литограф и владелец литографской мастерской, где тиражировалась реклама фильмов», а также сравнивает его стиль с работами коллег той же эпохи.
В 1916 году реклама его мастерской в киножурнале гласила: «Любые сюжеты и рисунки! Для заказа достаточно отрезка фильмы или описания (темы) рекламируемой вещи!». Его фирма называлась «„Афишная фабрика Кальмансона М. С.“. Первое в России производство плакатов», при этом, судя по описанию экспонатов, литографировать эти плакаты могли другие мастерские, конкретно литографические.
В 1927 году В. К. Охочинский пишет о советском плакате своей эпохи: «Наиболее продуктивным художником-плакатистом этого периода оказался М.Кальмансон, исполнивший „автогравюрой“ огромное количество пёстрых и разноценных по качеству литографированных киноплакатов (из них наиболее удачный „Его глаза“, лаконично изображающий два кровоточащих красных глаза на чёрном фоне)». Далее он пишет о скандале на похоронах художника: «Скончавшийся в 1924 г. Кальмансон изобрёл в 1923 году новый мозаичный способ набора плаката, построенный на том, что „все рисунки сводятся к кругу и квадрату“. Его открытие заключалось в нахождении элементов шрифта и других типографских знаков, при помощи которых может быть набран какой угодно плакат или афиша, в каком угодно стиле, на каком угодно языке, позитивно (тёмный шрифт на белом фоне) или негативно (светлый шрифт, на тёмном фоне) и т. д. Изобретение Кальмансона было опротестовано г. Постновым и в день похорон художника расклеенные по всему городу плакаты „Священный тигр“ (Кальмансона) и „Красная шапочка“ (Постнова) оспаривали свои права на приоритет».
И. Золотинкина пишет в статье «Плакат немого кино»: «Очень часто „грешил“ против содержания фильмов Г. Д. Алексеев. (…) У М. С. Кальмансона, автора многочисленных, очень разнящихся и по манере, и по уровню исполнения работ, есть ряд интересных решений подобного рода. Нередко Кальмансон соединял на листе несколько разномасштабных изображений, добиваясь именно композиционного единства, а не последовательного „рассказа“, свойственного лубку. Подобные работы, как и некоторые листы, сочетавшие рисованные части и фотокадры, предвосхищали сложные композиционные находки плакатистов 1920-х годов. Хотя они, как правило, значительно уступали шедеврам фотомонтажных плакатов советских авангардистов. (…) В этой связи думается, что основной чертой раннего русского киноплаката нужно назвать эмоциональность. Она соответствовала общему настрою отечественного кинематографа той поры. (…) „Фирменным знаком“ Кальмансона можно считать представленное в сложном ракурсе убиенное тело.»

## Избранные плакаты
Работы Кальмансона хранятся в РГБ.

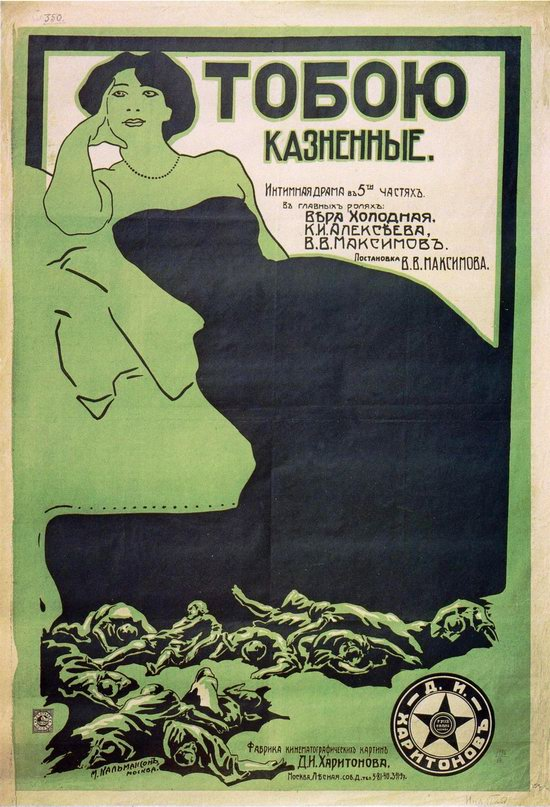
Плакат к фильму «Тобою казненные»
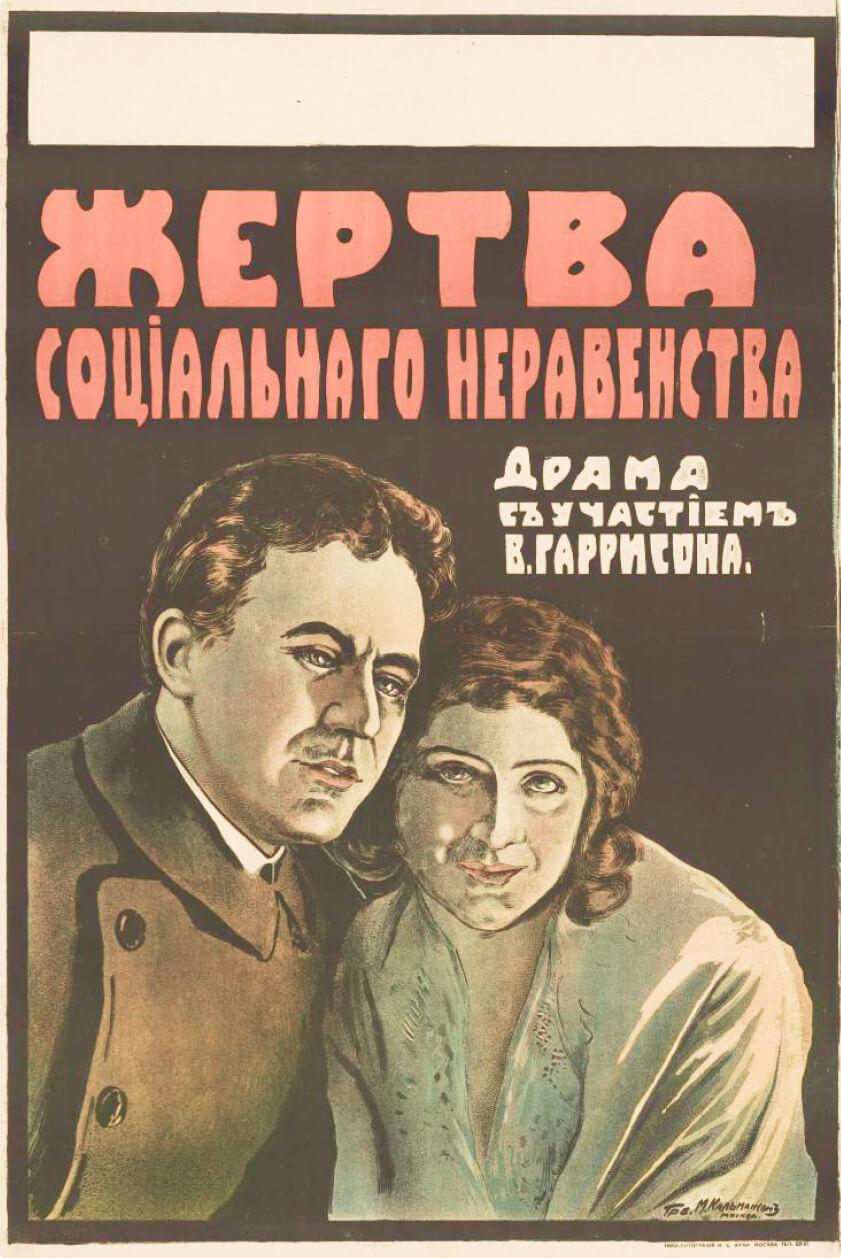
«Жертва социального неравенства»
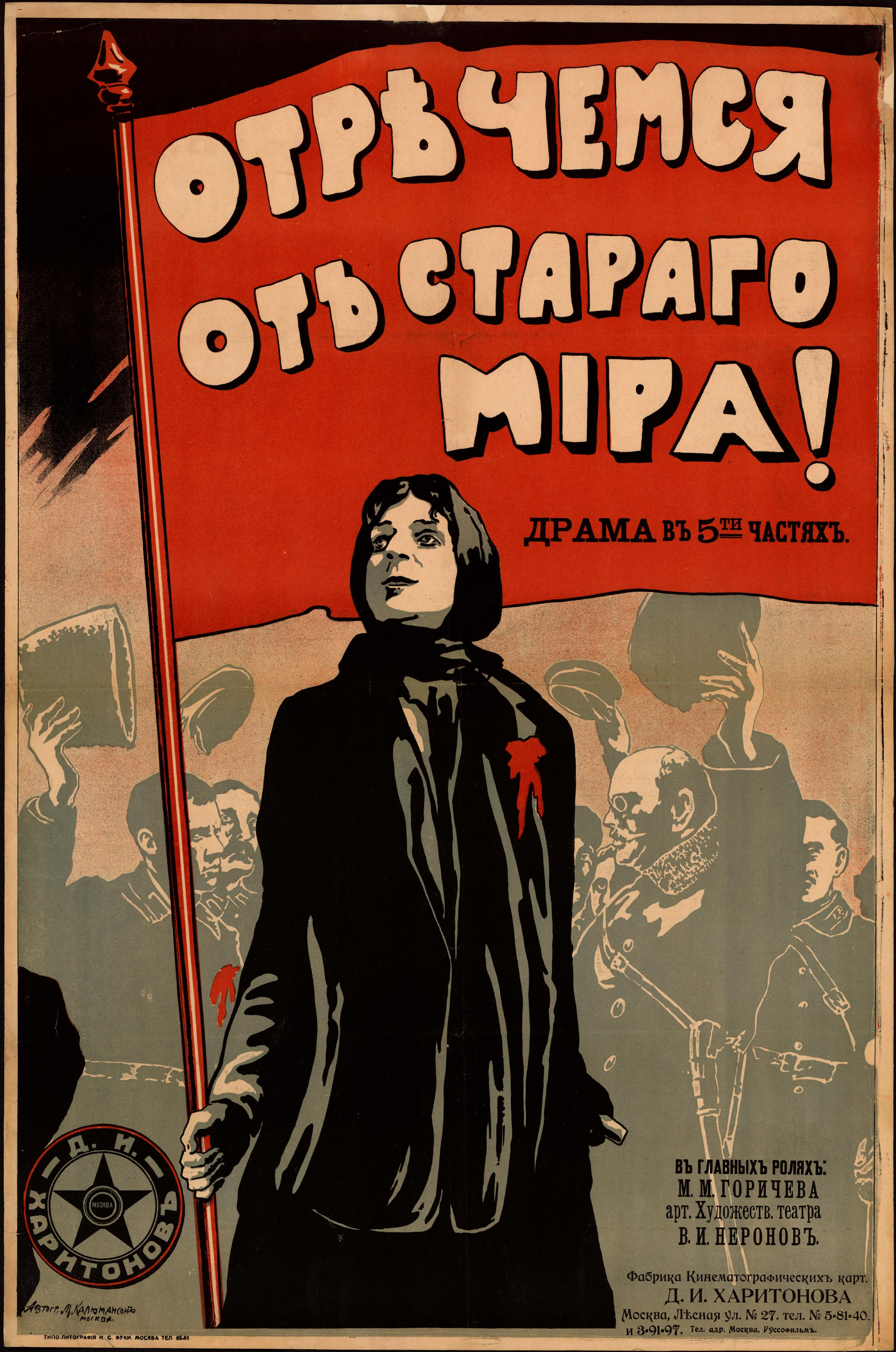
«Отречемся от старого мира!»
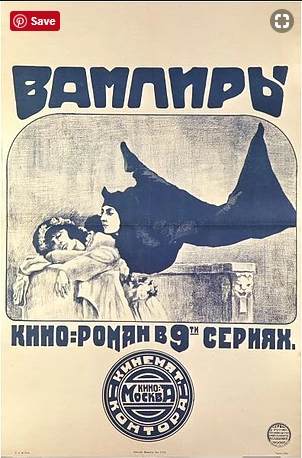
«Вампиры»

Киноафиши (избранное):
- Граф-авантюрист, 1910-е
- Королева арены
- Пять ночей безумной страсти
- «В сетях таинственной незнакомки. Кто она»
- Трагедия детской души
- Наши враги у нас в плену, 1914-16
- Когда родина в опасности, 1914-16
- Под русским знаменем, 1916
- Царь Иван Васильевич Грозный, 1915
- Бой в Рижском заливе, 1915
- «Дочь истерзанной Польши», 1915
- Король шестой державы, 1915
- Когда я на почте служил ямщиком, 1916
- «Зелёный паук». 1916.
- «Бездна». 1917.
- Столичный яд, 1916
- Власть чужой воли, 1916
- Кинжал, 1916
- Когда заговорит сердце…, 1916
- Море жертв своих не возвращает, 1916
- «Священник Гапон», 1917 г.
- «Истерзанные души», 1917
- «Тобою казненные», 1917
- «Как они лгут», 1917
- «Цветы запоздалые», 1917
- «Блуждающие огни», 1917
- «Сказка о теле и песнь о душе». 1917.
- Кто виноват?, 1917
- Жертва социального неравенства, 1917
- Отец Сергий, 1918
- Вампиры, 1922

Иные плакаты:
- В цепких лапах двуглавого орла, 1917
- Вставай, подымайся рабочий народ, 1917
- За свободу, за народ!, 1917
- Отречемся от старого мира!, 1917
- Неделя помощи школе, 1918